# Echternach-Evangeliar

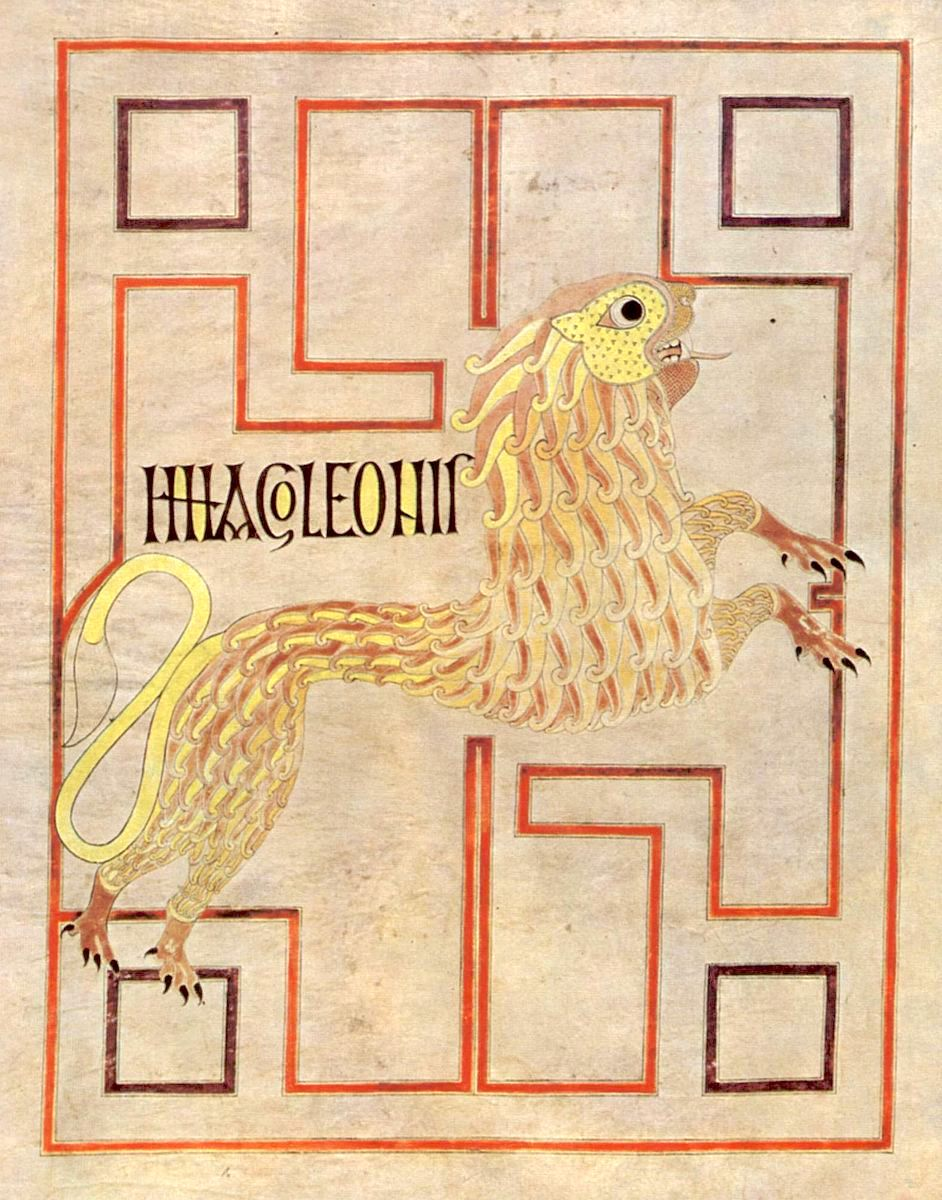
Löwe als Symbol von Markus (fol. 75v)

Das Evangeliar von Echternach ist eine illuminierte Handschrift von um 690/710 aus Irland oder England.
Sie befand sich bis 1802 in der Abtei Echternach im heutigen Luxemburg und ist heute im Besitz der Nationalbibliothek Frankreichs in Paris (Signatur MS Latina 9389).
Die Handschrift besteht aus 223 Folien aus Kalbspergament (Vellum) im Format 33,5 cm × 26,0 cm.
Sie ist unvollständig erhalten.
Die Handschrift enthält die vier Evangelien mit kurzen Zusammenfassungen und Erklärungen, davor einen Brief von Hieronymus an Damasus und die Kanontabellen des Hieronymus.
Die Handschrift ist in Minuskeln und Halbunzialen geschrieben. Sie enthält Darstellungen der Symbole der Evangelisten vor den jeweiligen Texten.
Die Gestaltung zeigt irische, schottische und italienische Einflüsse.
Sie entstand wahrscheinlich um 690/710 in Irland, möglicherweise in der Abtei Rathmelsigi oder in Lindisfarne in Northumbrien. Sie wurde vom selben Schreiber wie ein Durham-Evangeliar geschrieben. Seit dem 8. Jahrhundert befand sie sich in der Abtei Echternach, wahrscheinlich war sie über Willibrord, den Gründer des Klosters, dorthin gekommen. 1806 kam sie in die Nationalbibliothek in Paris.